# Geórgios Arvanitídis
Geórgios Arvanitídis (en grec moderne : Γεώργιος Αρβανιτίδης), né le 10 juillet 1959, est un homme politique grec.

## Biographie
Aux élections législatives grecques de janvier 2015, il est élu député au Parlement grec sur la liste du Mouvement socialiste panhellénique dans la deuxième circonscription de Thessalonique.